# Wilhelm von Tocco
Wilhelm von Tocco (* um 1240; † um 1323) war ein italienischer Mönch.
Über die Familienverhältnisse des Wilhelm von Tocco ist nichts bekannt. Eine vermutete adelige Herkunft wurde zuletzt als unwahrscheinlich angesehen. Nachdem er zu einem nicht genauer bekannten Zeitpunkt den Dominikanern beigetreten war – seine Profess legte er in Benevent ab –, wurde er zum Theologiestudium nach Neapel entsandt, wo er unter anderem bei Thomas von Aquin 1272 bis 1274 lernte. 1289 wurde Wilhelm Prior des Dominikanerkonvents in Neapel. Im letzten Jahrzehnt des 13. Jahrhunderts bis zum Jahr 1301 war er des Öfteren als Inquisitores heretice pravitatis tätig. In Benevent wurde er im Jahre 1297 zum Prior gewählt und verblieb in der Position bis ins Jahr 1319.
Wilhelm beendete um das Jahr 1320 seine Vita des Thomas von Aquin, für die er möglicherweise schon länger Material gesammelt hatte. In den Jahren 1318 bis 1321 setzte er sich mit Nachdruck für die Heiligsprechung von Thomas ein und weilte deshalb auch mehrfach in Avignon, wo der Papst zu dieser Zeit residierte. Wilhelms Thomas-Biografie gilt wegen seiner warmen Personenzeichnung, seiner Sympathie für einen bedeutenden Philosophen und seiner subtilen Charakterisierung des Protagonisten als besonders interessant. In der Vita werden auch alle Schriften des Theologen aufgeführt. Wilhelms Biografie war lange Zeit die Grundlage für alle weiteren Thomas-Biografien. Noch zu Beginn des 15. Jahrhunderts war sie Grundlage eines Thomas-Panegyrikus, der auf dem Konzil von Basel von einem anonymen Redner verfasst und gehalten wurde. 
Willehad Paul Eckert nennt die frühen Thomas-Biographien, darunter die des Wilhelm von Tocco, „zweckgebundene Umbildungen des wahren Lebens“ und urteilt über sie: „Im Bestreben, das Bild des Heiligen in möglichst leuchtenden Farben zu zeichnen, haben bereits die ältesten Biographen das Bild des Menschen Thomas weitgehend verdeckt.  … Nur mühsam lassen sich die ursprünglichen Züge unter der Übermalung erkennen.“